# Levuana irridescens
Levuana irridescens (лат.) — вымерший вид бабочек, относящийся к семейству пестрянки, единственный представитель рода Levuana. Данный вид стал серьезным вредителем кокосовых пальм в 1877 году в Вити-Леву, Фиджи. На острове вспышки численности Levuana irridescens были частыми, и в результате плантации кокосовых пальм были опустошены из-за гусениц, питающихся нижней частью листьев. Как следствие, производство копры (высушенный маслянистый вторичный эндосперм кокосовых орехов), сильно пострадало, а выращивание кокосовых орехов на Фиджи стало невыгодным. Коренная фиджийская культура, которая опиралась на кокосовые пальмы и их плоды, как на источник продуктов питания, воды, клетчатки, лекарственных средств, топлива и строительных материалов, подвергалась угрозе в результате размножения этого вредителя. В 1916 году, после сорокалетней изоляции на Вити-Леву, этот вид бабочек начал расширять свой ареал, заселяя новые острова, после того, как множество стратегий в области культивирования и химического контроля (примерно за 16-летний период) не смогли эффективно влиять на численность этого вредителя. Вплоть до 1925 года, когда программа биологического контроля, разработанная Джоном Дугласом Тотхилом, надолго уменьшила высокую численность вида до почти не обнаруживаемых уровней.

## Описание
Размах крыльев около 16 мм. Хоботок не покрыт чешуйками. Челюстные и губные щупики короткие. Усики веретеновидные. Были активны преимущественно в дневное время суток,
Голова и грудь голубые со стальным оттенком, брюшко и ноги охристые.

## История
С 1920-х годов не было зафиксировано встреч с Levuana irridescens, однако, некоторые исследователи считают, что вид существовал в скрытых местообитаниях вплоть до середины 1950-х годов. В то же время до сих пор неизвестно, действительно ли по-настоящему вымер этот вид, или нет. Хотя программа биологического контроля резко снижает численность бабочек, всё ещё возможно, что вид существует, но в очень небольших количествах, либо на соседних с Фиджи островах. Гусеницы повреждают самые высокие кокосовые пальмы в сильно локализованных областях. Когда самые высокие пальмы лишены листьев, гусеницы переходят на более низкие деревья. Исходя из того факта, что массовые вспышки вида больше не проявляются, некоторыми исследователями предполагается, что вид исключительно обитает на своих предпочтительных участках кормления: самых высоких деревьях в небольшом количестве, что приводит к отрицательному результату при визуальном поиске на небольших незрелых кокосовых пальмах.
Тем не менее, для данного островного вида считается маловероятным исконный ареал на Фиджи, и он, скорее всего, возник на островных группах к западу от Фиджи. Это подтверждается тем фактом, что, хотя вид и был известен только на Фиджи, здесь не существовало видов, паразитирующих на этом виде бабочек.
Гусеницы этого вида пожирали листья кокосовых пальм. Начиная с 1870-х годов, гусеницы уничтожили кокосовые плантации и соседние популяции местных деревьев. Первоначально только на острове Фиджи Вити-Леву, Левуана, в конечном счете, распространилась на соседние острова, включая остров Вану-Леву. Без хищников или паразитов численность этого вида бабочек продолжало расти до тех пор, пока вид не был таким многочисленным, что стал считаться массовым вредителем.
Было предпринято много попыток уничтожить вид, но все они были безуспешными до внедрения в 1925 году программы биологического контроля.
Канадский энтомолог Джон Дуглас Тотхилл возглавил кампанию по сокращению численности вредителя. Надеясь на значительное сокращение популяций вида, он предложил ввести паразита, к которому была восприимчива эта пестрянка. Однако прямой и эффективный паразит не был доступен на Фиджи. Затем Тотилл представил паразитоида бабочек из родственного рода Artona. Это был малайзийский вид тахин Bessa remota, который оказался чрезвычайно успешным в снижении популяций этой бабочки-вредителя.